# Йоганн VII (граф Ольденбургу)
Йоганн VII Будівничий гребель (нім. Johann der Deichbauer; 9 вересня 1540 — 12 листопада 1603) — граф Ольденбурзький в 1573—1603 роках.

## Життєпис

### Молоді роки
Походив з Ольденбурзької династії. Син Антона I, графа Ольденбурзького, та Софії Саксен-Лауенбурзької. Народився 1540 року в Ольденбурзі. У 1552—1557 роках здобув освіти при данському королівському дворі в Копенгагені.
1557 року перебрався до саксонського дворі. У 1563—1570 роках брав участь в данському війську у війні зі Швецію, отримавши Орден Слона. Після цього повернувся до Ольденбурзького графства, де допомагав батькові в управлінні. 1573 року після смерті Антона I успадкував графство.

### Граф
Спрямовував зусилля на зростання території та економічної потуги. Вже1573 року започаткував судову реформу, що поліпшило відправляння правосуддя. Також врегулював діяльність лютеранської церкви, впорядкувавши її структуру.
1574 року вступив у конфлікт з молодшим братом Антоном, що претендував на частину графства Дельменгорст. У 1575 році успадкував володіння Єфер, незважаючи на заперечення Едцарда II, графа Східної Фризландії. Завдяки своїм родючим прибережним зонам, багатству коней та корів приєднання Єферу стало неабияким збільшенням фінансових ресурсів, а також сприяло поліпшенню стратегічного становища Ольденбургу. З цього часу Йоганн VII став активно приділяти увагу розвитку конярства в графстві. Також для встановлення зв'язку Єфера з Ольденбургом розпочав велике будівництво гребель у затоці Яде. Також фінансував зведення гребель в Єфері та Бутьядінгені.
1576 року одружився. У 1577 році був змушений передати доходи від Гарпштедта, Дельменгорста, Фарела і деяких другорядних замків на користь свого брата Антона на 10 років. Того ж року підписав лютеранську Формулу злагоди, а 1580 року — Книгу згоди.
У 1587 року конфлікт з братом Антоном поновився через бажання останнього продовжити керувати Дельменгорстом та іншими володіннями, наданими 1577 року. Суперечка тривала до 1597 року, коли Надвірна рада в Празі постановила відділити Дельменгорст від Ольденбургу.
1592 року рішенням Імперського камерального суду в Шмеєрі Йоганн VII отримав володіння Кніпгаузен. Протягом 1590-х років займався зведенням гребель. Помер 1603 року.

## Родина
Дружина — Єлизавета, донька графа Гюнтера XL Шварцбург-Бланкенбург.
Діти:
- Йоганн (1578—1580)
- Анна (1579—1639)
- Єлизавета (1581—1619)
- Катерина (1582—1644) — дружина герцога Августа Саксен-Лауенбурзького
- Антон Гюнтер (1583—1667) — граф Ольденбургу
- Магдалена (1585—1657) — дружина Рудольфа Асканія, князя Ангальт-Цербстського